# Bom Mesmo É Carnaval
Bom Mesmo É Carnaval  é um filme brasileiro de 1962, escrito e dirigido por J. B. Tanko, sendo produzido pela produtora de Herbert Richers.

## Sinopse
Uma importante figura de uma pequena cidade do interior apadrinha a eleição de um 'amigo do peito' para disputar a Prefeitura. Às vésperas da eleição, vítima de uma série de manobras de seus inimigos políticos e de sua própria índole carnavalesca, é obrigado a abandonar seus princípios rígidos e assentir com a evolução política da pequena comunidade.

## Elenco[2]
| Ator/Atriz     | Personagem       |
| -------------- | ---------------- |
| Zé Trindade    | Coronel Polidoro |
| Anilza Leoni   | Ivete            |
| Alberto Pérez  | Dr. Alberto      |
| Renato Restier | Salim            |
| Darcy de Souza | Ofélia           |
| Estelita Bell  | Eudóxia          |
| Nelly Martins  | Ana Maria        |
| Jaime Costa    | Ambrósio         |
| Adélia Iório   | Filomena         |
| Tutuca         | Juca             |
| Ivete Garrido  | Julieta          |
| Elsa Martins   | Nair             |
| Billy Davis    | Simão            |
| João Ribas     | Nicolau          |